# Christian Wilhelm Steinauer
Christian Wilhelm Steinauer (* 4. September 1741 in Leipzig; † 31. Dezember 1826 in Naumburg) war ein Leipziger Kaufmann und leitender Mitarbeiter der Meißner Porzellanmanufaktur. 

## Leben
Sein Großvater war Johann Christian Steinauer, der 1722 in Großjena das „Steinerne Album“ stiftete. Er selbst war Sohn des Leipziger Kaufmanns Johann Christian Steinauer (1707–1786). Steinauer war ein erfolgreicher Geschäftsmann. Selbst Goethe hatte bei Steinauer auch Bestellungen getätigt. Ab 1780 war er Oberkontrolleur in der Meißner Porzellanmanufaktur. Seit 28. August 1795 war Steinauer als 3. Kommissar tätig. Bis zu seiner Pension 1814 war er in dieser Position. Steinauer war nicht nur Auftragnehmer Goethes und Friedrich Justin Bertuchs in Weimar, sondern er war mit ihnen auch befreundet, wie aus ihren Briefen zu entnehmen ist. Am  14. November 1805 bekam Steinauer das Bürgerrecht der Stadt Naumburg.
Steinauer war auch mit Corona Schröter befreundet. Möglicherweise wurde Christoph Martin Wieland über Steinauer mit ihr bekannt. Bei dem Wechsel von Corona Schröter von Leipzig nach Weimar 1776 war Steinauer zumindest involviert. Die Briefe Goethes an Steinauer künden von einer gewissen Vertrautheit. Er fertigte auch Entwürfe an. So stellte Steinauer z. B. das Titelblatt zu Wielands Singspiel Alceste her, das 1773 in Weimar uraufgeführt wurde.